# Ashburn (Virginie)
Ashburn je město (oficiálně pouze census-designated place) na východě Spojených států amerických ve státě Virginie, v okrese Loudoun (Loudoun County).

## Historie
Ashburn se původně jmenoval Farmwell, podle sídla, které zde vlastnil George Lee III. Název se poprvé objevil v roce 1802 a označovalo plantáže, které Lee zdědil po svém otci. Část této plantáže zakoupil v roce 1841 John Janney, kvakerský právník, který se téměř stal viceprezidentem Spojených států amerických. Ten si zde následne vytvořil letní sídlo a nazval jej Ashburn Farm.